# 西六宮
紫禁城內廷西六宮，在明清兩朝皆作為皇帝妻妾之居所。清朝在雍正朝以後的歷代皇后，皆不再以坤寧宮為寢宮，而是在東六宮和西六宮選定一座空宮為寢宮。
西六宮因為是慈禧太后在主政時所居住的宮區，因此為了配合她個人的需要，西六宮區在體制上，並未和與之相對應的東六宮般的完整，相反的，西六宮區依慈禧太后之命在清末多有改建：
- 慈禧太后居住在長春宮時，將長春宮和此宮前面的啟祥宮打通，拆除兩宮之間的宮牆和宮門，並在原地新建一座體元殿，又將啟祥宮改稱為太極殿，和體元殿一般作為長春宮的附屬建築。
- 儲秀宮是慈禧太后一生中最重要的宮院，因此後來將之和儲秀宮前的翊坤宮打通，在拆除兩宮之間的宮牆和宮門後，又於原地新建一座體和殿，作為翊坤宮和儲秀宮的連接之殿。
  - 儲秀宮和長春宮的打通又有些許不同。長春宮是和啟祥宮之間完全打通，兩宮之間並未有任何一堵宮牆與之隔開，只有一座體元殿作為前殿而已；儲秀宮和翊坤宮雖然打通，因而新建一座體和殿，但在體和殿兩側，仍各有一道宮牆，與左右兩側原本的宮牆相連接，因此，只要將體和殿穿堂的宮門閉上，儲秀宮和翊坤宮又可兩相成為各自獨立的宮院。

這西六宮分別為：
- 永寿宮
- 長春宮
- 翊坤宮
- 儲秀宮
- 太極殿（啟祥宮）
- 咸福宮

這六座宮殿，因整齊有緻的坐落於紫禁城的子午線西側，因而被統一稱作西六宮，與之相對應的還有子午線東側的東六宮。而東、西六宮（有時又被稱做東西十二宮），又像兩腋般夾挾著中央的後三宮，因而與古代所謂的掖廷相對應。

## 參看
- 紫禁城
- 東六宮
- 清朝後宮